# La nostra città
La nostra città (Our Town) è un film del 1940 diretto da Sam Wood. La sceneggiatura si basa sulla pièce teatrale La piccola città del 1938 di Thornton Wilder.

## Produzione
Le riprese del film, prodotto dalla Sol Lesser Productions (con il nome Principal Artists Productions), durarono da metà gennaio a inizio marzo 1940.

## Distribuzione
Il copyright del film, richiesto dalla Principal Artists Productions, fu registrato il 7 giugno 1940 con il numero LP9691.
Distribuito dall'United Artists, il film uscì nelle sale cinematografiche USA il 24 maggio 1940.

### Riconoscimenti
Il film ha ottenuto sei nomination ai Premi Oscar 1941, fra cui quella per il miglior film.
Nel 1940 il National Board of Review of Motion Pictures l'ha inserito nella lista dei migliori dieci film dell'anno.